# Noah J. Frey
Noah J. Frey (* 20. Februar 1883 in Sterling, Whiteside County, Illinois; † 10. November 1974 in Madison, Dane County, Wisconsin) war ein US-amerikanischer Versicherungsmanager.

## Leben

### Familie und Ausbildung
Noah J. Frey stammte aus der im Bundesstaat Illinois gelegenen City Sterling. Er war das jüngste von vier Kindern des Henry Bauchman Frey (1841–1926) und der Elizabeth Frey, geborene Kreider (1843–1915). Noah J. Frey graduierte im Jahre 1906 an der Carroll College Academy in Waukesha im Bundesstaat Wisconsin. Er war an der University of Wisconsin–Madison immatrikuliert.
Noah J. Frey heiratete am 30. Juni 1909 Cynthia P. Probert (1884–1976). Der Ehe entstammten die Kinder Margaret E. Frey (1914–2005) und Robert H. Frey (1922–1929). Noah J. Frey starb im November 1974 91-jährig im Oakwood Lutheran Home in Madison. Seine letzte Ruhestätte fand er auf dem Forest Hill Cemetery in Madison.

### Beruflicher Werdegang
Noah J. Frey war in den Jahren 1901 bis 1903 in der  Chicago and North Western Railway (C&NW) im Bundesstaat Ohio beschäftigt. Im Anschluss trat er eine Stelle bei der Waukesha Canning Company in Waukesha an. 1907 übernahm er die Tätigkeit als Assistant Actuary im State Insurance Departement im Bundesstaat Wisconsin.  1911 wechselte er als Secretary und Manager  zur Wisconsin Life Insurance Company nach Madison, 1922 wurde er zum President, 1945 zum Chairman of the Board (COB) ernannt.
Noah J. Frey, Anhänger der Republikaner, engagiertes Mitglied der Christ Presbyterian Church, gehörte dem Board of Directors des Madison General Hospitals, der Madison Public Library sowie der Madison Bank and Trust Company an. Zudem fungierte er als Trustee des Carroll College. Noah J. Frey war seit 1940 Freimaurer des 33. Grades. Er veröffentlichte Beiträge zum Thema Versicherungswesen.

## Publikationen
- Cost of insurance during various years, American experience, three and one-half per-cent. Illinois standard.  Spectator Co., Chicago, 1915
- Papers, 1919. Archivmaterial : Englisch
- Coinsurance and reinsurance of excess risks. Madison, 1920.